# مارجيري ميسون
مارجيري ميسون (بالإنجليزية: Margery Mason)‏ هي ممثلة بريطانية (وحملت سابقاً جنسية المملكة المتحدة لبريطانيا العظمى وأيرلندا)، ولدت في 27 سبتمبر 1913 في المملكة المتحدة، وتوفيت بنفس المكان في 26 يناير 2014.

## أعمال

### أفلام
- (2005) هاري بوتر وكأس النار

## وصلات خارجية
- مارجيري ميسون على موقع IMDb (الإنجليزية)
- مارجيري ميسون على موقع قاعدة بيانات الفيلم (الإنجليزية)